# La Chingada (Veracruz)
La Chingada é uma cidade no município de Perote, no estado de Veracruz, México. Apesar de a maioria dos mexicanos se descreverem como "Hijos de la Chingada" (Semelhante ao termo: Filhos da porra) e geralmente mandarem para lá as pessoas de quem se despedem com grosseria, ela tem apenas 7.000 habitantes, a maioria homens.